# Kawanishi, Yamagata
Kawanishi (japanska: 川西町?, Kawanishi-machi) är en landskommun (köping) i Yamagata prefektur i Japan. 